# Ouriçangas
Ouriçangas is een gemeente in de Braziliaanse deelstaat Bahia. De gemeente telt 8.131 inwoners (schatting 2009).

## Aangrenzende gemeenten
De gemeente grenst aan Água Fria, Aramari, Irará en Pedrão.